# ملای انبار
ملای انبار، روستایی در دهستان کوهمره بخش کوهمره شهرستان کوه‌چنار در استان فارس ایران است. این روستا، مرکز دهستان کوهمره است.

## جمعیت
بر پایه سرشماری عمومی نفوس و مسکن در سال ۱۳۹۵، جمعیت این روستا برابر با ۴٬۵۹۴ نفر (۱،۲۵۸ خانوار) بوده است.